# Парк Фундідора
Фундідора (ісп. Parque Fundidora) — парк, розташований у мексиканському місті Монтеррей, на території колишнього металургійного заводу компанії Fundidora de Fierro y Acero de Monterrey, що працював у період з 1900 по 1986 роки. Парк було відкрито 1988 року.
Назва «Фундідора» у перекладі з іспанської означає «ливарня», «ливарний завод».

## Завод

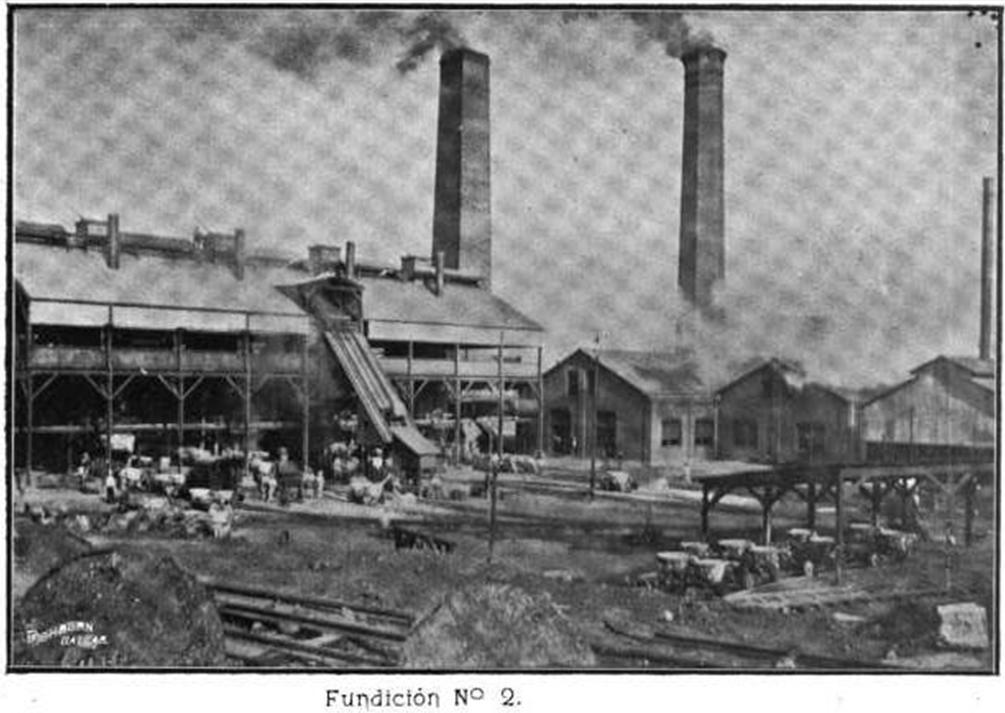
Залізоробний завод у Монтеррей. 1902 рік.

Металургійний завод у Монтерреї було збудовано 1900 року. 1986 року завод збанкрутів і припинив роботу. Через два роки після цього на території заводу вирішили збудувати парк.

## Парк

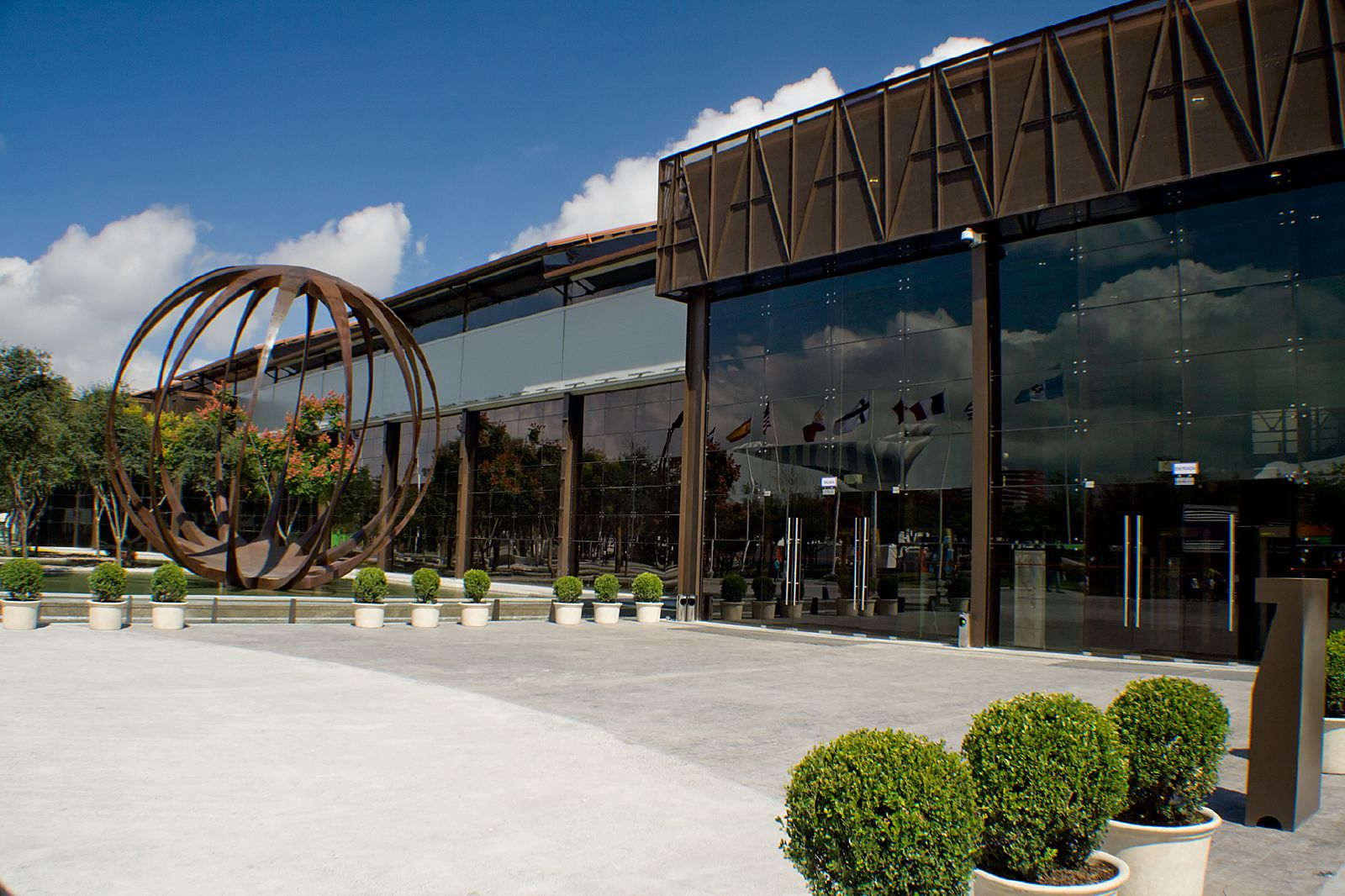
Експоцентр у парку Фундідора, розміщений в перебудованному приміщенні одного зі старих цехів.

У парку є бігові доріжки, штучний ставок, фонтан, ігрові майданчики для дітей, ковзанка, музей. На території паркового комплексу також є експоцентр, конференцзал і готель. Біля парку знаходиться стадіон Монтерей-арена.
Ще до утворення парку доменна піч № 3 колишнього заводу була проголошена пам'ятником мексиканської промисловості, не була порізана на металобрухт і разом з іншими об'єктами була доступна для публічного відвідування. Сьогодні на території парку можна побачити чимало промислових будівель.

## Галерея

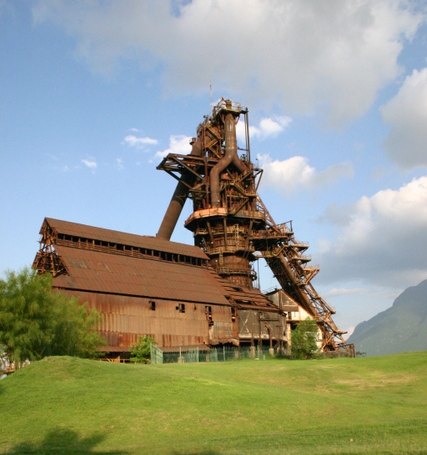
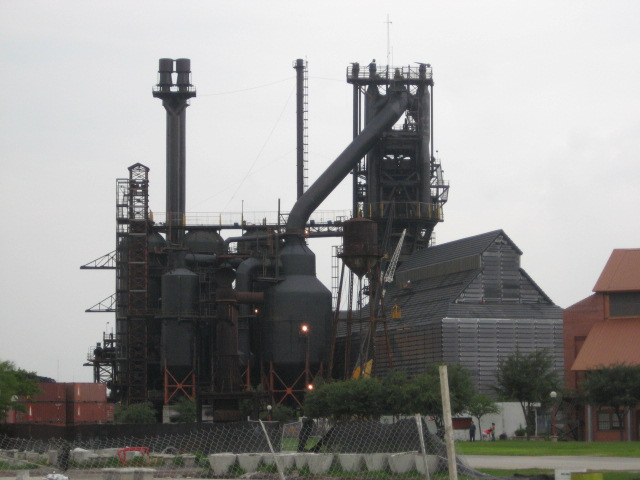
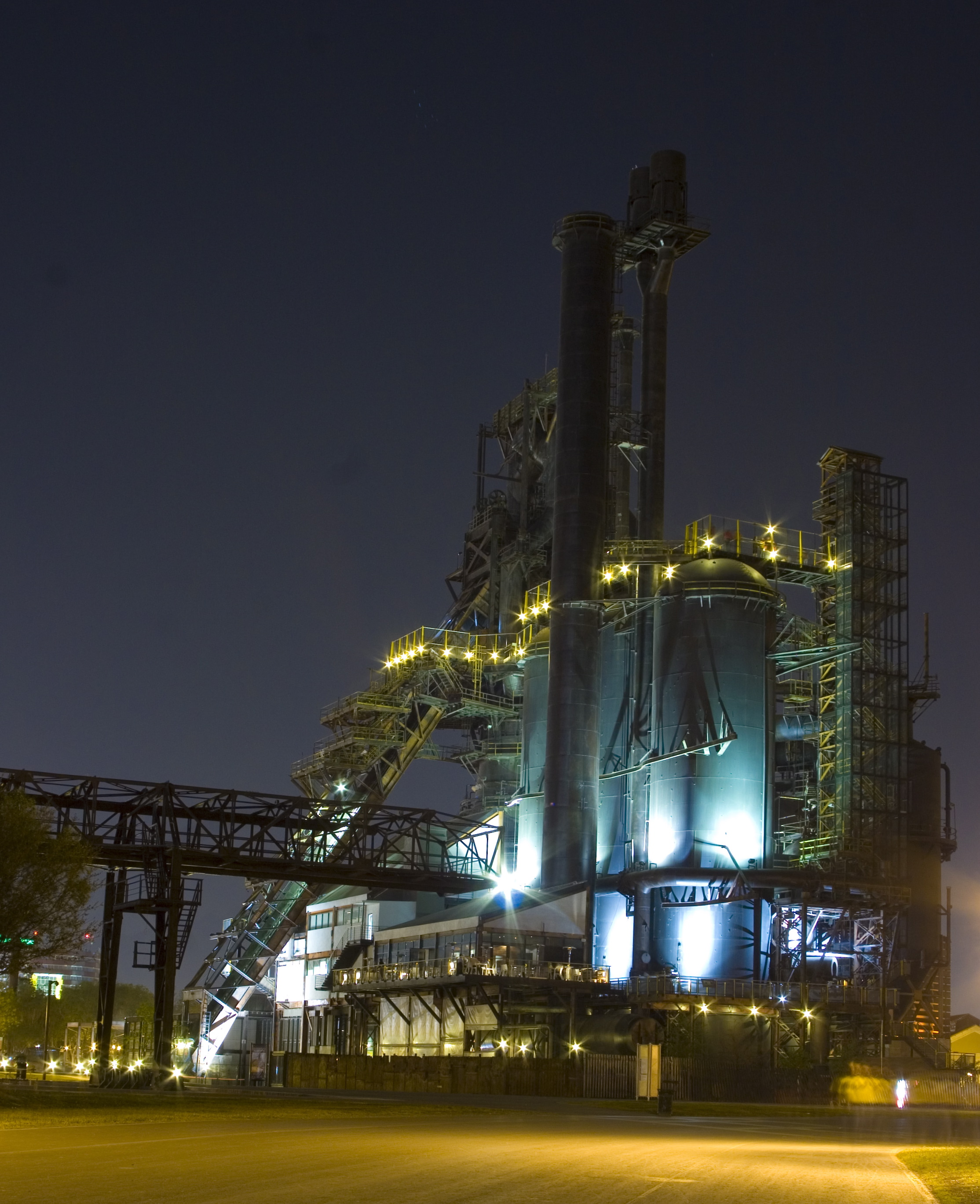
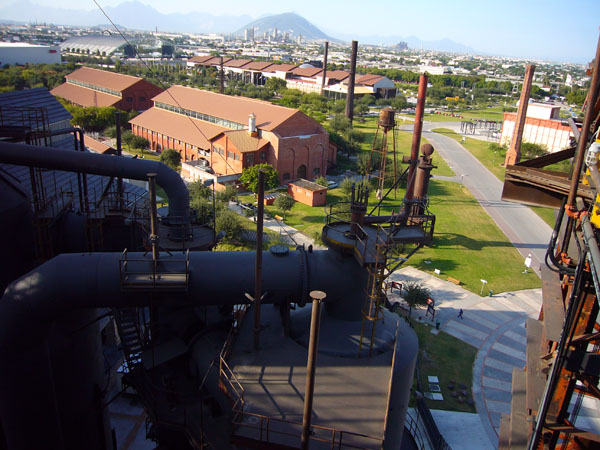
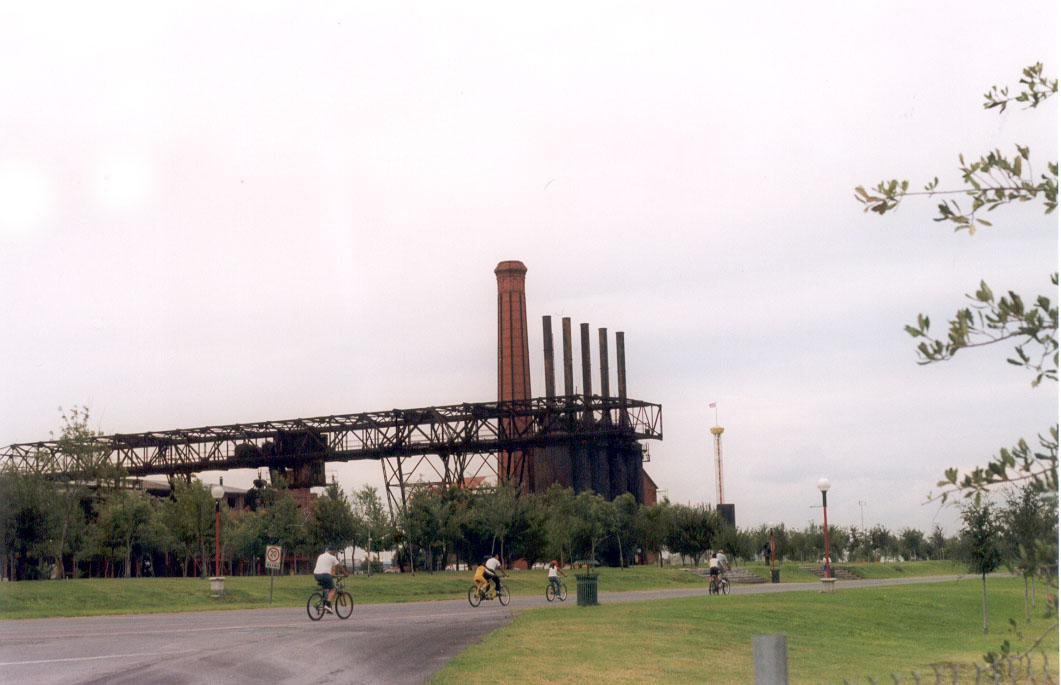
Велосипедисти. На фото видно рудно-грейферний кран.